# Пашин, Валентин Михайлович
Валенти́н Миха́йлович Па́шин (25 июля 1937, пос. Алексеевка, Саратовская область — 15 декабря 2013, Санкт-Петербург) — советский и российский учёный, доктор технических наук, специалист в области судостроения, академик РАН (1997). Директор (1990—2012) и научный руководитель — заместитель генерального директора (2012—2013) ЦНИИ имени А. Н. Крылова, Герой Российской Федерации (1994).

## Биография
В 1960 году с отличием окончил Ленинградский кораблестроительный институт по специальности «Судостроение и судоремонт», получив квалификацию инженера-кораблестроителя.
С 1959 года работал в ЦНИИ имени академика Крылова в должностях: техник, инженер, инженер-исследователь, младший научный сотрудник, начальник сектора, начальник отдела, начальник отделения, заместитель директора по научной работе в области гидродинамики, прочности и автоматизированного проектирования, заместитель директора по научной работе — главный инженер,
- 1990—2012 гг. — директор, научный руководитель — директор института,
- с апреля 2012 г. — научный руководитель — заместитель генерального директора.

С 1977 г. — доктор технических наук, с 1981 г. — профессор кафедры проектирования судов Санкт-Петербургского государственного морского технического университета.
С 1991 г. — член-корреспондент, с 1997 г. — академик Российской академии наук. С 1995 г. — заведующий кафедрой проектирования судов Санкт-Петербургского государственного морского технического университета.
С 1992 г. — президент Ассоциации судостроителей Санкт-Петербурга.
Автор свыше 150 научных публикаций по проектированию судов, а также многочисленных изобретений. Являлся специалистом в области гидродинамики и аэродинамики скоростных судов на подводных крыльях и на воздушной подушке, занимался проблемами автоматизации проектирования судов и технологической подготовки их производства, снижения шумности кораблей, созданием технических средств для поиска и добычи нефти и газа на полярном шельфе.
Под его руководством были разработаны фундаментальные основы современного кораблестроения, реализованы многие проекты надводных кораблей, подводных лодок и судов гражданского флота. Являлся научным руководителем проекта исследовательской подводной лодки, предназначенной для изучения вопросов управляемости, акустической скрытности при введении в пограничный слой полимерных добавок.
Являлся членом консультативного совета Международной организации опытовых бассейнов, действительным членом института морских инженеров в Великобритании и Европейского инженерного Совета с правами международного эксперта проектов.

## Награды
- Герой Российской Федерации (25 октября 1994) — за мужество и героизм, проявленные при выполнении специального задания[5]
- орден Дружбы народов (1981)
- медаль «За доблестный труд. В ознаменование 100-летия со дня рождения В. И. Ленина» (1970)
- медаль «300 лет Российскому флоту» (1993)
- медаль «В память 300-летия Санкт-Петербурга» (2003)
- лауреат Государственной премии СССР (1985)
- лауреат Государственной премии Российской Федерации (2003)
- Благодарность Президента Российской Федерации (21 апреля 2007)[6]
- 2 Почётные грамоты Правительства Российской Федерации (19 августа 2002[7], 21 июля 2012)[8]
- Премия имени А. Н. Крылова Российской академии наук (1998)[9]
- Почётный гражданин города Хвалынска (Саратовская область)[10].

## Память
В память о В. М. Пашине в 2014 году названа площадь в Санкт-Петербурге.
С 2020 года в составе Северного флота ВМФ России находится танкер «Академик Пашин» — головное судно проекта 23130.